# Takashi Ujiie
Takashi Ujiie (japanisch 氏家 貴士 Ujiie Takashi; * 20. Mai 1975 in der Präfektur Kanagawa) ist ein ehemaliger japanischer Fußballspieler.

## Karriere
Ujiie spielte in der Jugendmannschaft des Verdy Kawasaki. Ujiie begann seine Karriere 1994 beim Erstligisten Verdy Kawasaki. Mit dem Verein wurde er 1994 japanischer Meister. 1994 gewann er mit dem Verein den J.League Cup. 1996 gewann er mit dem Verein den Kaiserpokal. 1997 wechselte er zum Zweitligisten Sagan Tosu. 1997 beendete er seine Karriere als Fußballspieler.

## Erfolge
Verdy Kawasaki
- Japanischer Meister: 1994
- Japanischer Ligapokalsieger: 1994
- Japanischer Pokalsieger: 1996